# Pierre-Emmanuel Guillet
Pierre-Emmanuel Guillet, né le 30 juin 1905 à Bordeaux (Gironde) et mort le 26 mai 1977 à Talence (Gironde), est un homme politique français.

## Biographie
Issu d'un milieu populaire, Pierre-Emmanuel Guillet, à la suite d'un accident dans son enfance, est privé d'un bras et en grande partie sourd. Il parvient néanmoins à suivre des études et devient instituteur, à Marcamps.
Membre du parti socialiste SFIO, il se présente pour la première fois à des élections en 1934, dans le quatrième canton de Bordeaux, pour l'élection du conseil d'arrondissement, mais échoue. Deux ans plus tard, il affronte aux législatives le sortant Pierre Dignac, sans plus de succès.
Bien que membre de la tendance pacifiste « Redressement », il n'est pas tenté, comme d'autres, par la collaboration et s'engage au contraire dans la résistance pendant la seconde guerre mondiale ; il combat notamment dans le maquis de la Dordogne, affilié au mouvement Libération-Nord.
Membre du comité départemental de Libération, il est aussi membre actif du Mouvement de libération nationale et participe à la création de l'UDSR. Mais il devient, dès septembre 1944, secrétaire de la fédération socialiste de Gironde, fonction qu'il occupe un an.
En septembre 1945, il est élu conseiller général de Gironde, dans un des cantons de Bordeaux. Candidat en deuxième position sur la liste SFIO pour l'élection de la première constituante en Gironde, il est élu député le mois suivant. Membre de l'importante commission de la constitution, il participe à la rédaction d'une nouvelle déclaration des droits, qui deviendra le préambule de la constitution de 1946. Réélu en juin 1946, il s'intéresse toujours principalement aux questions constitutionnelles et institutionnelles.
En octobre, la liste socialiste, menée par Jean-Fernand Audeguil, perd presque cinq points par rapport au scrutin précédent, notamment du fait de la concurrence du centre-gauche (RGR) dont la liste est conduite par Chaban-Delmas. Guillet, placé en troisième position, ne peut sauver son siège. Il devient alors chargé de mission auprès du Président du Conseil, Paul Ramadier, puis retrouve la direction fédérale de la SFIO en Gironde. En 1948, il est élu au comité directeur du Parti. Doté d'une grande ambition personnelle, il décide en 1949, de se représenter aux cantonales dans un canton a priori plus facile à conserver, mais il est battu par un candidat gaulliste.
Il tente alors de mettre en difficulté Fernand Audeguil pour prendre la tête de la liste socialiste pour les élections législatives de 1951, mais en vain. Fortement critiqué pour son manque de soutien à la liste socialiste, qui perd encore un siège, Guillet est contraint à la démission de son poste de secrétaire fédéral et, au congrès suivant, n'est pas réélu au comité directeur. Il rompt ensuite avec la SFIO et s'engage aux côtés de Louis Dubosc dans le Centre national des indépendants de gauche, parti marginal qui échoue largement aux législatives de 1956.
Après cette date, Guillet quitte la vie politique. Il se consacre à l'Union rationaliste, dont il présidera la fédération de la Gironde.